# 様格
様格（ようかく）とは、述べられているのと同じ時点での状態、つまり「〜として（の状態で）」または「〜のときに」を表現する格である。独立の格としてウラル語族に存在する。
フィンランド語では語尾-na/-näを用いる。
- lapsi「子供」→ lapsena「子供として」または「子供のときに」

フィンランド語では、何かが起こった日時の表現や、また「家で」といった慣用的表現にも使う（「家の中で」と強調する場合には内格を用いる）。「...に(なる)」(変化)あるいは「...にしては」(本当に...かどうか疑わしいような場合)という意味では変格を用いる。